# アクハイヤー
アクハイヤーは英語の「acquisition」と「hiring」の合成語で、「Acqui-hiring」または「Acq-hiring」と表記され、日本ではアクハイヤーと表記され、「人材獲得目的買収」とも呼ばれる。企業の買収を行う際に、その企業の製品やサービスの支配権を得るためではなく、主にその従業員を採用するためのプロセスを表す新造語である。ベン・ジマーは、このフレーズの由来を2005年5月のブログ投稿まで遡った。

## アクハイヤーの手法とリスク
人材獲得は、大企業に買収されたという名声と典型的な採用プロセスを組み合わせることで、従業員にとって比較的有利な出口戦略を提供することができる。人材獲得のリスクは、企業環境の中で働くことに興味がない従業員であり、そのために他企業に流出する可能性がある。

## 米国IT大手が多用
2010年代初頭までに、ベンチャーキャピタルが支援するベンチャー企業、特に競争の激しいテクノロジー分野の新興企業で働く熟練したソフトウェアエンジニアを獲得すれば儲かると考えられていたので、買収による人材の雇用がますます一般的になっていた。2013年3月までに、フェイスブックは過去5四半期で12件の人材買収を実施し、最大の企業となっていた。
2009年にフェイスブックが買収したFriendFeedには、買収直後にフェイスブックの最高技術責任者に就任したブレット・テイラーをはじめ、知名度の高いグーグルOBが何人も入社している。 ツイッター、ヤフー！、グーグルも同様に、フェイスブックと並ぶ人材獲得の主要ユーザーである。

## 廃止される被買収企業のプロジェクト・サービス
通常、人材買収を行う企業は、買収対象企業の製品やサービスに興味を示さないため、買収と同時に、買収されたスタッフが自分の知識を新しい雇用主のプロジェクトに取り入れることだけに集中するために、あるいは買収後しばらくしてから、それらのサービスは中止されることになる。ファイル共有サービスのDrop.ioは2010年にフェイスブックに買収された後に閉鎖され、FriendFeedは、新機能の開発もなく、ユーザー数も徐々に減少し2015年まで休眠状態に置かれた。
シスコが2009年にFlip Video社を買収してから2年後、売上が好調だったにもかかわらず子会社を閉鎖したとき、ニューヨーク・タイムズ紙のデビッド・ポーグは、「もしかしたら、実は最初からそれがシスコの計画だったのかもしれない」と推測した[。その技術のために愛されているFlipを買収し、その後閉鎖して550人を解雇する」と推測している。